# Stripped (The Good Wife)
Stripped (Desnudado em português) é nome do segundo episódio da primeira temporada da série de televisão The Good Wife. Estreou nos Estados Unidos em 29 de setembro de 2009 e teve uma audiência de 13.69 milhões de pessoas.

## Sinopse
Neste episódio, Alicia defende uma stripper que alega ter sido estuprada por um milionário de uma renomada família de Chicago. Durante as investigações, ela suspeita que a mulher possa ter dormido com seu marido, assim refletindo se seus filhos devem visitá-lo na prisão.
Enquanto isso, deixam fotos de Peter com uma prostituta na porta da casa dos Florrick, que são abertas pelos filhos de Alicia. Zach descobre, no computador, que as fotos são montagens.